# Concerto per viola, archi e basso continuo (Telemann)
Il concerto per viola, archi e basso continuo in sol maggiore (TWV 51:G9) è una composizione di Georg Philipp Telemann. È stato composto tra il 1716 ed il 1721 e si tratta del primo concerto per viola del quale si abbia notizia.

## Composizione
Il concerto probabilmente è stato scritto, come molti dei concerti di Telemann, per le esecuzioni musicali al castello di Frauenstein, la direzione dei quali era ricoperta dallo stesso compositore. La composizione evidenzia conoscenza dello strumento e sfruttamento attento delle sue potenzialità musicali, con uno stile vivo e gioioso tipico di Telemann. Si articola in quattro movimenti (Largo, Allegro, Andante, Presto), secondo il modello formale della sonata da chiesa italiana, in particolare quella di Torelli. Lo stile tuttavia è chiaramente quello di Telemann, e tra i tratti distintivi sono l'uso di salti e del registro profondo nel primo movimento, di quello acuto nel secondo, modulazioni improvvise (come alla battuta 55 del primo movimento o alle battute 25/26 del terzo movimento) e momenti di silenzio del basso continuo (nel secondo e terzo movimento). Come in altre sue composizioni, Telemann colloca alla fine un movimento quasi di danza particolarmente gioioso, simile ad una bourrée.
Il concerto è piuttosto conosciuto e tuttora frequentemente eseguito. Una tipica esecuzione dura circa 13-14 minuti.